# 清国征讨方略
清国征讨方略（日语：／），又名“征讨清国策”，由时任日本陆军参谋本部第一局局长小川又次于1887年2月编写的计划书，旨在武力攻取中国（即当时的大清帝国）沿海地区并将其划归日本版图，以进一步肢解中国，达到控制中国的目的。1894年爆发的甲午中日战争即受此文件影响。

## 主要内容
该计划书分为两部分，第一部分为“清国征讨方略趣旨”，第二部分为“进取方略”，分为三篇，分别是“彼我形势”、“作战计划”、“善后”。
小川又次在第一部分中，提出“养成忠勇果敢精神，经常取进取之术略，定巍然不动之国是，实乃维持和平之根本，伸张国威之基础。”的论点，认为经常保持随时能进行战争的态势，才能得到和平，这与当时居于日本政治主导地位的长州派（以伊藤博文为代表）提出的“避战轮”相对立。
第二部分“进去方略”是《清国征讨方略》的主体部分，根据小川又次两次前往中国调查所得，具体阐述采取进攻方略的理由和方法。
在“彼我形势”一篇中，小川又次认为，为维护日本独立，伸张日本的国威，“则不可不分割清国，使之成为数个小邦国”。他认为，“清国”虽然是大国，但是正在衰败，需要20年才能达成再兴之志，日本应“乘彼尚幼稚，断其四肢，伤其身体，使之不能活动”。在本篇中，他还指出清国虽然军队人数众多，但是战斗力低下。再加上英、德两国均采取进攻之策成为强国，因而在这一豺狼世界里，日本采取宽仁政策并非良策。
在“作战计划”篇中，他认为最理想的作战就是日本海军击溃“清国”海军，攻占北京，擒获“清国”皇帝，并在“清国”各重要城市进行军事占领，成为持久态势。
在最后的“善后”篇中，他提出了在西方势力介入以前，把中国中部的重要地区成为日本版图；清政府回到东三省；明朝后裔在长江以南及长江至黄河之间建立王国；西藏和青海归达赖喇嘛统治；蒙古以酋长为各部之长；旅顺半岛、山东登州府、浙江舟山群岛、澎湖群岛、台湾全岛、扬子江沿岸左右十里之地划入日本版图，以此形成有利于日本的态势。